# Welschenrohr-Gänsbrunnen
Welschenrohr-Gänsbrunnen är en kommun i distriktet Thal i kantonen Solothurn, Schweiz. Kommunen skapades den 1 januari 2021 genom sammanslagningen av de tidigare kommunerna Gänsbrunnen och Welschenrohr. Welschenrohr-Gänsbrunnen hade 1 205 invånare (2023).